# Tsutaya Jūzaburō

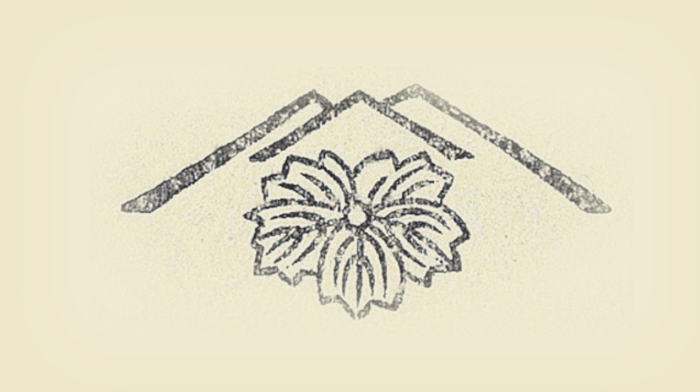
Selo de publicação e marca registrada de Tsutaya Jūzaburō.

Tsutaya Jūzaburō (em japonês:  蔦屋 重三郎; 1750 – 1797) foi um editor japonês, fundador e chefe da casa de editoração Tsutaya, em Edo. Produziu livros ilustrados e outras publicações de xilogravura em ukiyo-e de muitos renomados artistas de sua época. Tsutaya é o mais recorrente nome da editoração na história do estilo. Durante sua carreira, também adotou as alcunhas de Tsuta-Jū e Jūzaburō I.
Tsutaya fundou seu estabelecimento em 1774 e iniciou seus trabalhos com a publicação de guias de Yoshiwara, uma zona de meretrício da capital japonesa. Em 1776, começou a feitura de séries de gravuras, tendo trabalhado com vários dos importantes pintores e gravuristas da década de 1700. Esteve associado a Utamaro e foi o editor do trabalho exclusivo de  Toshusai. "Tsutaya" não era seu nome verdadeiro, mas um yagō, ou "nome de loja". Jūzaburō usava como sua marca registrada um sinete de folhas de hera num monte Fuji estilizado.